# Zambanèga (Tanghin-Dassouri)
Pour les articles homonymes, voir Zambanèga.
Zambanéga est une localité située dans le département de Tanghin-Dassouri de la province du Kadiogo dans la région Centre au Burkina Faso.

## Géographie
Zambanéga est administrativement associé au village de Bagraogo.

## Économie
L'agriculture est la principale activité du village. Elle est pratiquée dans le bas-fonds de 30 ha par environ 300 exploitants – dont beaucoup sont réunis au sein du groupement agricole Nongtaaba de Zambanéga – qui produisent principalement du riz pluvial (4 t/ha) et du sorgho,

## Santé et éducation
Le centre de soins le plus proche de Zambanéga est le centre médical (CM) de Tanghin-Dassouri tandis que les hôpitaux sont à Ouagadougou.
Le village possède une école primaire publique.